# Paul de Lavallaz
Paul du Fay de Lavallaz (Collombey-Muraz, 28 febbraio 1901 – 26 dicembre 1994) è stato un calciatore svizzero, di ruolo centrocampista.

## Carriera

### Nazionale
Ha collezionato 11 presenze con la nazionale svizzera.

## Palmarès

### Club

#### Competizioni nazionali
- Campionato svizzero: 2

Grasshoppers: 1926-1927, 1927-1928
- Coppa Svizzera: 2

Grasshoppers: 1925-1926, 1926-1927